# Robert d’Adhémar
Robert d’Adhémar   (Sent Ipolit, 10 d'abril de 1874 - Niça, 9 de juliol de 1941) va ser un matemàtic francès.

## Vida i obra
Fill d'una antiga família de la noblesa provençal, el vescomte Robert d'Adhémar, va estudiar a Montpeller i Lió abans d'entrar a l'École Centrale de Paris, en la qual es va graduar com enginyer el 1896, tot i que mai va exercir com a tal. El 1904 va defensar una tesi doctoral dirigida per Émile Picard.
Adhémar va ser professor de la Universitat Catòlica de Lilla, fins al 1922, en que va passar a ser professor de l'École centrale de Lille, excepte el anys de la Primera Guerra Mundial, en els quals va ser oficial a l'Estat Major de les forces franceses. D'aquest període data el seu interès per la balística exterior, tema sobre el qual va escriure un tractat el 1934.
Va mantenir una gran amistat amb Robert de Montessus de Ballore, amb qui va compartir docència a Lilla durant molts anys i amb qui va escriure un tractat sobre càlcul numèric.